# Мюллер, Шандор
Шандор Мюллер (венг. Müller Sándor; 21 сентября 1948, Будапешт — 3 апреля 2024) — венгерский футболист, полузащитник. Играл в Венгрии, Бельгии, Испании и Австрии. Провёл 17 матчей в 1970—1982 годах за национальную сборную Венгрии, забил один мяч. Выступал на чемпионате мира 1982 года.
Скончался 3 апреля 2024 года в возрасте 75 лет.

## Клубная карьера
В профессиональном футболе дебютировал в 1968 году за команду «Вашаш», в которой провёл тринадцать сезонов, приняв участие в 318 матчах чемпионата. Большую часть времени, проведённого в составе «Вашаша», был основным игроком команды. В 1973 году в составе клуба выиграл Кубок Венгрии, а в 1977 году — чемпионат Венгрии.
Впоследствии с 1980 по 1983 год играл за границей в составе бельгийского «Антверпена» и испанского «Эркулеса».
В сезоне 1983/1984 Мюллер снова выступал за «Вашаш», а завершил карьеру в австрийской любительской команде «Леопольдштадт», за которую выступал в течение 1984—1988 годов.

## Карьера в сборной
7 октября 1970 года дебютировал в официальных играх в составе национальной сборной Венгрии в матче квалификации к чемпионату Европы 1976 с Норвегией (3:1). 28 апреля 1981 года в матче отборочного турнира чемпионата мира со Швейцарией, который завершился вничью 2:2, забил свой единственный гол в составе сборной.
В составе сборной был участником чемпионата мира 1982 года в Испании, где сыграл в двух матчах против Сальвадора (10:1) и Бельгии (1:1), но его команда не вышла из группы.
Всего в течение карьеры в национальной команде, длившейся 13 лет, провел в ее форме 17 матчей, забив 1 гол.

## Достижения
Вашаш
- Чемпион Венгрии: 1976/1977
- Обладатель Кубка Венгрии: 1972/1973[англ.]